# Jabīnad
Jabīnad (persiska: جبیند) är en ort i Iran.   Den ligger i provinsen Östazarbaijan, i den nordvästra delen av landet, 500 km väster om huvudstaden Teheran. Jabīnad ligger 1 898 meter över havet och antalet invånare är 164.
Terrängen runt Jabīnad är lite kuperad.Runt Jabīnad är det ganska glesbefolkat, med 22 invånare per kvadratkilometer. Närmaste större samhälle är Nokhvodābād, 10,6 km söder om Jabīnad. Trakten runt Jabīnad består i huvudsak av gräsmarker.